# Trigona hypogea
Trigona hypogea là một loài Hymenoptera trong họ Apidae. Loài này được Silvestri mô tả khoa học năm 1902.

## Hình ảnh

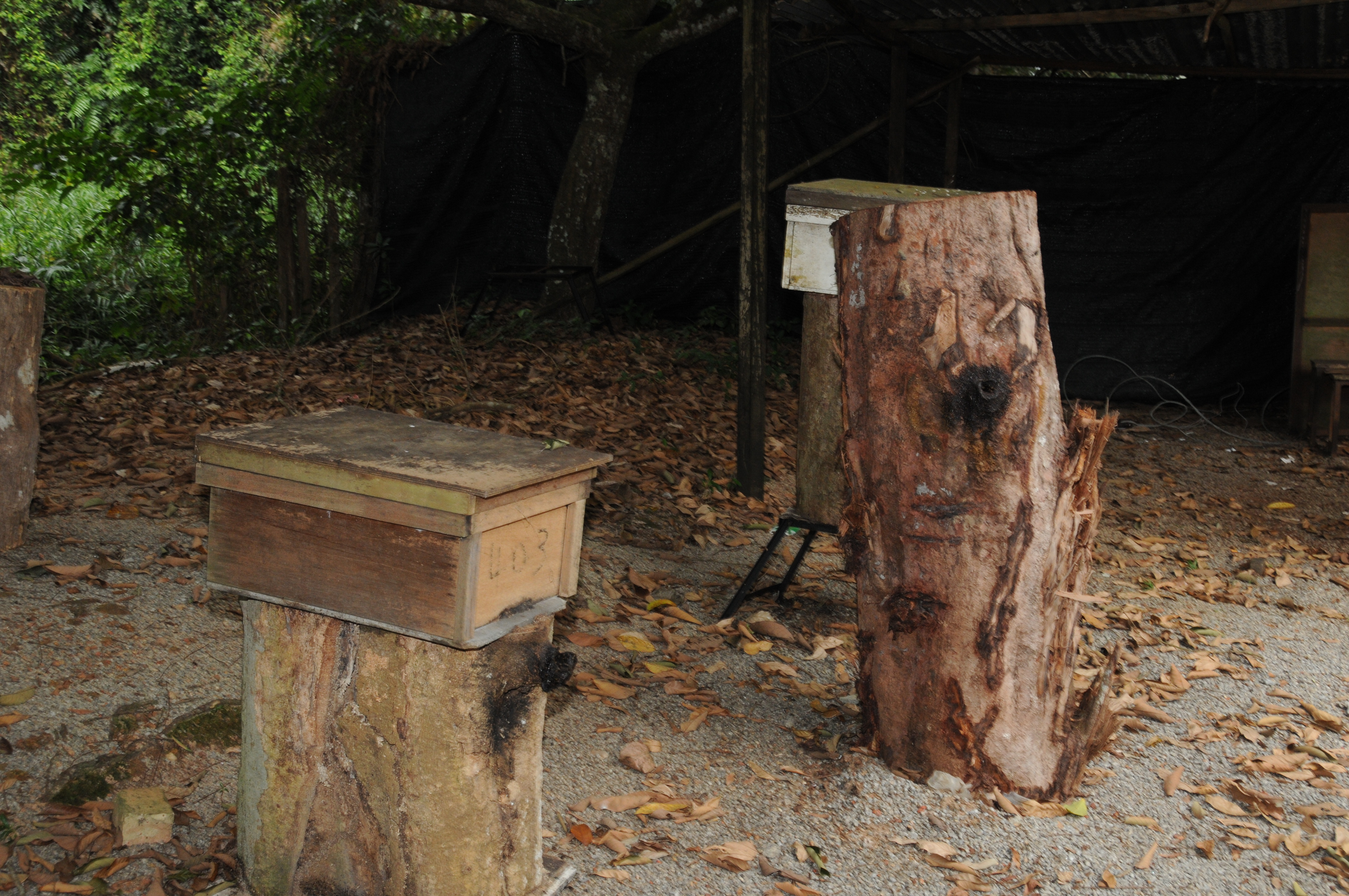
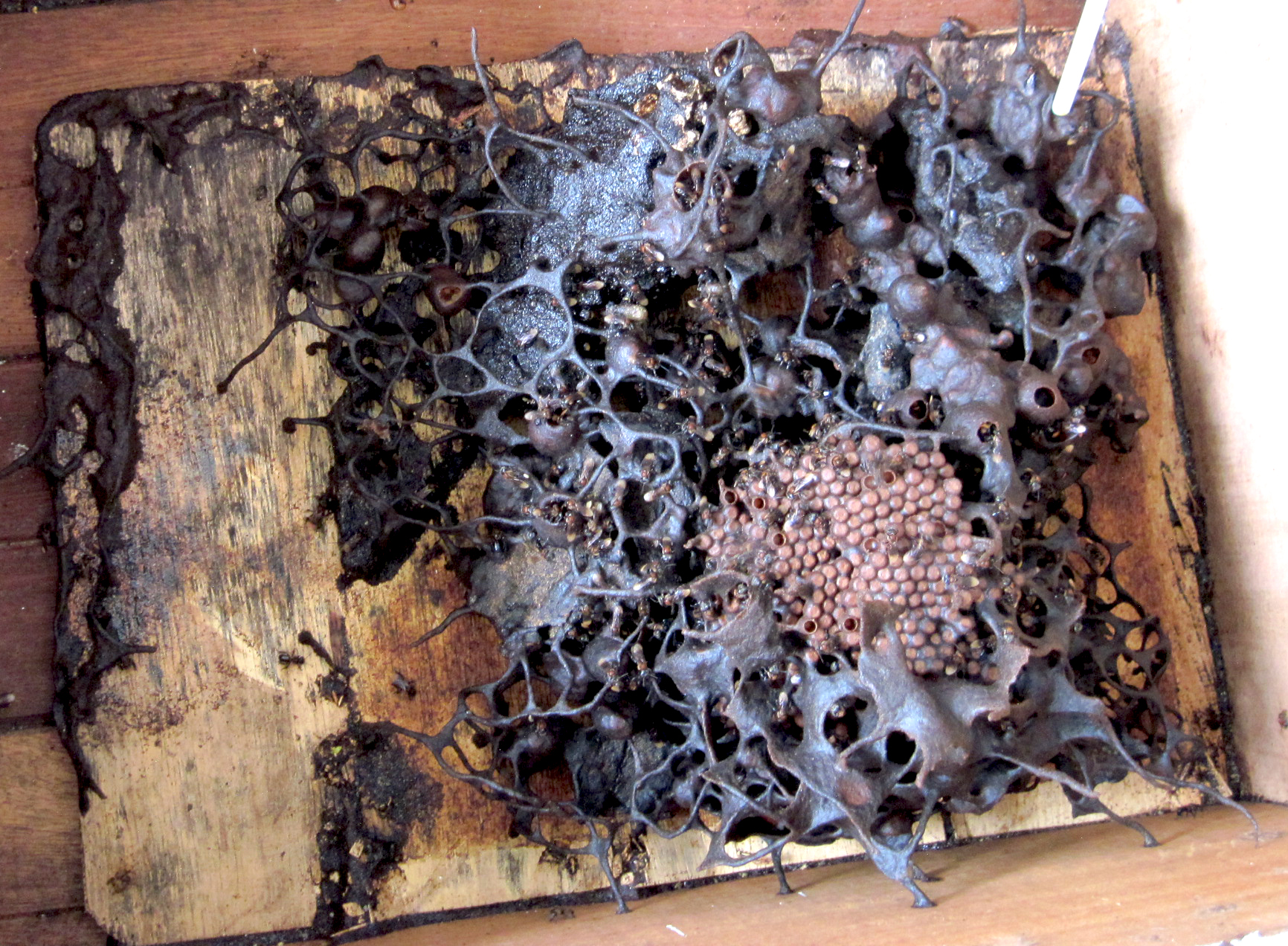